# Шустиковский сельский округ
Шустиковский сельский округ — упразднённая административно-территориальная единица, существовавшая на территории Наро-Фоминского района Московской области в 1994—2006 годах.
Пареевский сельсовет был образован в первые годы советской власти. По данным 1919 года он входил в состав Вышегородской волости Верейского уезда Московской губернии. Позднее Пареевский с/с был упразднён.
В 1927 году Пареевский с/с был восстановлен в составе Вышегородской волости (которая к тому времени входила уже в Можайский уезд) путём выделения из Субботинского с/с.
В 1929 году Пареевский сельсовет вошёл в состав Верейского района Московского округа Московской области. При этом к нему был присоединён Субботинский с/с.
17 июня 1939 года к Пареевскому с/с были присоединены селения Нечаево, Никольское, Новое Семёнково и Носово упразднённого Носовского с/с.
28 декабря 1951 года из Новозыбинского с/с в Пареевский было передано селение Редькино, а из Благовещенского с/с — Дудкино. Одновременно из Пареевского с/с в Шустиковский сельсовет было передано селение Ильинское.
14 июня 1954 года к Пареевскому с/с был присоединён Шустиковский с/с.
3 июня 1959 года Верейский район был упразднён и Пареевский с/с вошёл в Наро-Фоминский район.
29 августа 1959 года из Федюнькинского с/с в Пареевский были переданы селения Архангельское, Васькино, Дубровка и Зубово. Одновременно из Пареевского с/с в Благовещенский были переданы селения Дудкино, Нечаево, Никольское, Носово и Редкино. При этом центр Пареевского с/с был перенесён в селение Шустиково, а сам сельсовет переименован в Шустиковский сельсовет.
30 декабря 1962 года Наро-Фоминский район был упразднён и Шустиковский с/с вошёл в Можайский сельский район. 11 января 1965 года Шустиковский с/с был возвращён в восстановленный Наро-Фоминский район.
3 февраля 1994 года Шустиковский с/с был преобразован в Шустиковский сельский округ.
В ходе муниципальной реформы 2004—2005 годов Шустиковский сельский округ прекратил своё существование как муниципальная единица. При этом все его населённые пункты были переданы в сельское поселение Веселёвское.
29 ноября 2006 года Шустиковский сельский округ исключён из учётных данных административно-территориальных и территориальных единиц Московской области.